# Rząd Mieczysława Rakowskiego
Rząd Mieczysława Rakowskiego – Rada Ministrów pod kierownictwem premiera Mieczysława Rakowskiego, powołana 14 października 1988 przez Sejm IX kadencji. Gabinet funkcjonował do 12 września 1989, przy czym od 5 sierpnia do 24 sierpnia 1989 pod kierownictwem Czesława Kiszczaka, a od 24 sierpnia pod przewodnictwem Tadeusza Mazowieckiego w związku z niepowodzeniem sformowania rządu przez Czesława Kiszczaka.
Rząd Mieczysława Rakowskiego, podobnie jak poprzednie, składał się w większości z ministrów reprezentujących Polską Zjednoczoną Partię Robotniczą. W jego skład weszli także przedstawiciele jej koalicjantów – Zjednoczonego Stronnictwa Ludowego i Stronnictwa Demokratycznego. Porażką zakończyły się podejmowane przez Mieczysława Rakowskiego próby wprowadzenia do rządu przedstawicieli opozycji. Rząd ten rozpoczął liberalizację polskiej, centralnie planowanej gospodarki i bardzo szybkie reformy rynkowe, kontynuowane później przez Leszka Balcerowicza. Przez część komentatorów uważane jest to za jego zasługę, zaś inni, zwłaszcza krytycy neoliberalizmu, oskarżają go o zapoczątkowanie takiego kierunku przemian społeczno-gospodarczych, który ich zdaniem doprowadził do zwiększającego się rozwarstwienia społecznego oraz do tzw. uwłaszczenia nomenklatury.

## Rada Ministrów Mieczysława Rakowskiego (1988–1989)
| Funkcja                                                          | Imię i nazwisko            | Imię i nazwisko               | Czas pełnienia funkcji    | Czas pełnienia funkcji |
| Funkcja                                                          | Imię i nazwisko            | Imię i nazwisko               | Od                        | Do                     |
| ---------------------------------------------------------------- | -------------------------- | ----------------------------- | ------------------------- | ---------------------- |
| Prezes Rady Ministrów                                            |                            | Mieczysław Rakowski (PZPR)    | 27 września 1988(dts)     | 2 sierpnia 1989(dts)   |
| Wiceprezes Rady Ministrów                                        |                            | Kazimierz Olesiak (ZSL)       | 14 października 1988(dts) | 12 września 1989(dts)  |
| Minister rolnictwa, leśnictwa i gospodarki żywnościowej          | 14 października 1988(dts)  | Kazimierz Olesiak (ZSL)       | 12 września 1989(dts)     |                        |
| Wiceprezes Rady Ministrów                                        |                            | Janusz Patorski (PZPR)        | 14 października 1988(dts) | 12 września 1989(dts)  |
| Wiceprezes Rady Ministrów                                        | Ireneusz Sekuła (PZPR)     | 14 października 1988(dts)     | 12 września 1989(dts)     |                        |
| Minister sprawiedliwości                                         |                            | Łukasz Balcer (SD)            | 14 października 1988(dts) | 12 września 1989(dts)  |
| Minister gospodarki przestrzennej i budownictwa                  |                            | Bogumił Ferensztajn (PZPR)    | 14 października 1988(dts) | 12 września 1989(dts)  |
| Minister edukacji narodowej                                      | Jacek Fisiak (PZPR)        | 14 października 1988(dts)     | 12 września 1989(dts)     |                        |
| Minister-kierownik Urzędu Postępu Naukowo-Technicznego i Wdrożeń | Zbigniew Grabowski (PZPR)  | 14 października 1988(dts)     | 12 września 1989(dts)     |                        |
| Minister-szef Urzędu Rady Ministrów                              | Michał Janiszewski (PZPR)  | 14 października 1988(dts)     | 12 września 1989(dts)     |                        |
| Minister współpracy gospodarczej z zagranicą                     | Dominik Jastrzębski (PZPR) | 14 października 1988(dts)     | 12 września 1989(dts)     |                        |
| Minister transportu, żeglugi i łączności                         | Janusz Kamiński (PZPR)     | 14 października 1988(dts)     | 12 września 1989(dts)     |                        |
| Minister spraw wewnętrznych                                      | Czesław Kiszczak (PZPR)    | 14 października 1988(dts)     | 12 września 1989(dts)     |                        |
| Prezes Rady Ministrów                                            | Czesław Kiszczak (PZPR)    | 2 sierpnia 1989(dts)          | 24 sierpnia 1989(dts)     |                        |
| Minister ochrony środowiska i zasobów naturalnych                |                            | Józef Kozioł (ZSL)            | 14 października 1988(dts) | 12 września 1989(dts)  |
| Minister kultury i sztuki                                        |                            | Aleksander Krawczuk           | 14 października 1988(dts) | 12 września 1989(dts)  |
| Minister-członek Rady Ministrów                                  |                            | Aleksander Kwaśniewski (PZPR) | 14 października 1988(dts) | 12 września 1989(dts)  |
| Minister-kierownik Urzędu do Spraw Wyznań                        | Władysław Loranc (PZPR)    | 14 października 1988(dts)     | 12 września 1989(dts)     |                        |
| Minister rynku wewnętrznego                                      |                            | Marcin Nurowski (SD)          | 14 października 1988(dts) | 12 września 1989(dts)  |
| Minister spraw zagranicznych                                     |                            | Tadeusz Olechowski (PZPR)     | 14 października 1988(dts) | 12 września 1989(dts)  |
| Minister zdrowia i opieki społecznej                             |                            | Izabela Płaneta-Małecka       | 14 października 1988(dts) | 12 września 1989(dts)  |
| Minister obrony narodowej                                        |                            | Florian Siwicki (PZPR)        | 14 października 1988(dts) | 12 września 1989(dts)  |
| Minister przemysłu                                               | Mieczysław Wilczek (PZPR)  | 14 października 1988(dts)     | 12 września 1989(dts)     |                        |
| Minister finansów                                                | Andrzej Wróblewski (PZPR)  | 14 października 1988(dts)     | 12 września 1989(dts)     |                        |
| Minister-kierownik Centralnego Urzędu Planowania                 | Franciszek Gaik (PZPR)     | 31 stycznia 1989(dts)         | 12 września 1989(dts)     |                        |
| Minister pracy i polityki socjalnej                              | Michał Czarski (PZPR)      | 23 marca 1989(dts)            | 12 września 1989(dts)     |                        |
| Minister-członek Rady Ministrów                                  | Józef Oleksy (PZPR)        | 23 marca 1989(dts)            | 12 września 1989(dts)     |                        |
| Minister-członek Rady Ministrów                                  |                            | Jerzy Urban                   | 27 kwietnia 1989(dts)     | 12 września 1989(dts)  |

## W dniu zaprzysiężenia 14 października 1988
- Mieczysław Rakowski (PZPR) – prezes Rady Ministrów
- Kazimierz Olesiak (ZSL) – wiceprezes Rady Ministrów, minister rolnictwa, leśnictwa i gospodarki żywnościowej
- Janusz Patorski (PZPR) – wiceprezes Rady Ministrów
- Ireneusz Sekuła (PZPR) – wiceprezes Rady Ministrów
- Łukasz Balcer (SD) – minister sprawiedliwości
- Bogumił Ferensztajn (PZPR) – minister gospodarki przestrzennej i budownictwa
- Jacek Fisiak (PZPR) – minister edukacji narodowej
- Michał Janiszewski (PZPR) – minister-szef Urzędu Rady Ministrów
- Dominik Jastrzębski (PZPR) – minister współpracy gospodarczej z zagranicą
- Janusz Kamiński (PZPR) – minister transportu, żeglugi i łączności
- Czesław Kiszczak (PZPR) – minister spraw wewnętrznych
- Józef Kozioł (ZSL) – minister ochrony środowiska i zasobów naturalnych
- Aleksander Krawczuk (bezpartyjny) – minister kultury i sztuki
- Aleksander Kwaśniewski (PZPR) – minister-członek Rady Ministrów
- Władysław Loranc (PZPR) – minister-kierownik Urzędu do Spraw Wyznań
- Marcin Nurowski (SD) – minister rynku wewnętrznego
- Tadeusz Olechowski (PZPR) – minister spraw zagranicznych
- Izabela Płaneta-Małecka (bezpartyjna) – minister zdrowia i opieki społecznej
- Florian Siwicki (PZPR) – minister obrony narodowej
- Mieczysław Wilczek (PZPR) – minister przemysłu
- Andrzej Wróblewski (PZPR) – minister finansów
- wakat – minister pracy i polityki socjalnej
- wakat – minister-kierownik Urzędu Postępu Naukowo-Technicznego i Wdrożeń
- wakat – przewodniczący Komisji Planowania przy Radzie Ministrów